# Psané skály
Psané skály jsou skalní útvar nedaleko vesnice Poličany na Benešovsku, nad zátokou, kde se potok Mastník vlévá do vodní nádrže Slapy. Do srázu stoupají kamenné schody, nad jejichž zakončením jsou do skal vyryty nápisy náboženského charakteru (v češtině, němčině a latině) a reliéfy slunce a hvězd. Lokalita je od roku 1965 kulturní památkou. Kolem roku 1925 zde byla osazena pamětní deska s reliéfem kalicha a nápisem „Pravda vítězí. Zde se zdržovali pro víru pronásledovaní naši předkové.“

## Nápisy
Nápisy pocházejí nejspíš z 16. nebo 17. století a jejich autory jsou pravděpodobně mikulášovci (následovníci Mikuláše Vlásenického, zvaní též mikulášenci či Pecínovští bratři) nebo členové jiné odnože českých bratří, kteří se zde skrývali před pronásledováním. (Konkrétně bývá zmiňován živohoštský kališnický farář Matěj Poličanský, který v roce 1612 svou církev opustil a několik let stál v čele poličanských mikulášovců.)

## Turistická značka
V Psaných skalách začíná trasa žluté turistické značky Klubu českých turistů (trasa 6038), která vede přes Nahoruby, Blažim, Jablonnou a Nedvězí do Teletína (a dále až do Třebsína, ale už ne jako trasa 6038).